# Спиридон (Кисляков)
Архімандрит Спиридон (в миру Георгій Степанович Кисляков; нар. 4 (16) вересня 1875, село Казинка, Скопинський повіт, Рязанська губернія — пом. 11 вересня 1930 року, Київ) — священнослужитель Російської православної церкви, архімандрит (з 1915 року), громадський діяч, публіцист, автор антивоєнних творів.

## Дитинство
Народився 4 березня 1875 року в селі Казинка Скопинського повіту (250 км на південь від Москви). Георгія змалку захоплювала природа, вона була тим храмом, куди він протягом усього життя віддалявся, щоб на самоті вдаватися до роздумів про Бога і споглядання краси його творіння. Хлопчик, з дитинства наділений дивовижним поетичним сприйняттям світу і духовним голодом, прийшов до церкви, яка привертає його своїм естетичною і духовною перевагою над навколишньою сільською реальністю.

## Місіонер в Сибіру
Тринадцятирічним підлітком він вирішується йти пішки без грошей до Одеси з тим, щоб звідти переправитися на Афон. Час, проведений тут, майбутній місіонер називає найкращим у своєму житті.
У Петрограді келейник митрополита Палладія (Раєва) несподівано запропонував Спиридону поїхати в Сибір місіонером. У його житті відкрився ще один духовний горизонт — це бесіди з простими людьми про їхнє життя, духовні пошуки, надії і розчарування. Три роки провів Спиридон на Алтаї. Особливу симпатію у місіонера, за його свідченням, викликали старообрядці. Спиридон був вкрай розчарований методами, за допомогою яких офіційне духовенство боролося з розкольниками. Вже на Алтаї місіонер виробив власну стратегію, якої неухильно дотримувався протягом усього життя — він ніколи не допускав в собі ненависті, навіть до не бажають каятися. Його зброєю були любов і вражаючий дар слова.
У Сибіру він починає проповідувати серед корінних народів і знову стикається з величезною проблемою — місцеве населення не хоче і не може сприйняти християнство, не в останню чергу в силу ворожо-формального підходу самих місіонерів до свого завдання. Спиридон викриває церкву за масові хрещення язичників, що проводяться виключно з метою збільшення кількості «одновірців» в регіоні. Саме на Забайкаллі Георгій Кисляков усвідомив, що нікого не можна навернути силою. І саме тому він вирішив обмежитися проповідуванням Євангеліє язичникам, відмовившись їх насильно хрестити.

## Серед каторжан
У 1903 році він приймає чернечий постриг, рукопокладається у священиками і починає проповідувати ув'язненим. Його ніколи не тягнуло проповідувати Євангеліє товстосумам, він не шукав «теплого місця» і ситної вечері, все життя залишаючись духовним батьком «принижених і ображених». У 1905 році Спиридон стає духівником Читинської в'язниці і Нерчинської каторги. Головним завданням стає читання «Спогадів» і «Психологічних типів» для людей важкої долі — злодіїв та насильників, убивць і політичних в'язнів, повій та божевільних, жебраків і бродяг. Стає зрозуміліше і особистість самого Спиридона, який зумів пропустити через себе стільки людського горя, не тільки не втративши розум, але і зробивши все можливе, щоб хоч якось полегшити духовну біль своїх співрозмовників.
За унікальні душевні і проповідничі якості Спиридон дуже швидко заслужив величезну любов і повагу тисяч сибірських в'язнів. Однак відносини з імперською привели до того, що після революції 1905 року Спиридон був заарештований каральною експедицією як політичний діяч. Обурені в'язні зібрали 14 тисяч підписів і надіслали телеграму на ім'я царя з проханням підтримати їх духовного пастиря. Прохання тюремного населення ніхто не розглядав серйозно, і весь 1906 рік Спиридон провів під домашнім арештом.
Напередодні Першої світової війни, в 1913 році Спиридон Кисляков переїздить до Одеси. На цей раз доля його призводить до нічліжки, де він з жахом спостерігає нелюдські умови життя робітників. Вихід з ситуації, що склалася він шукає не в полум'ї світової революції, а в істинній євангельській любові, в «Нагірній проповіді» Ісуса Христа.

## Перша світова війна
Під час Першої світової війни у Спиридона виникають глибокі духовні суперечності: дізнавшись про початок війни він не може змиритися з думкою, що офіційна церква підтримала масове вбивство людей. Спиридон всерйоз замислюється над Святим Письмом, де старозавітне «око за око» сусідить з Нагірною проповіддю Христа і заповіддю любити своїх ворогів. Спиридон однозначно схиляється до євангельської традиції, і через кілька тижнів після початку війни промовляє проповідь на Андріївському Афонському подвор'ї в Одесі, яка закінчується словами: «поки християни будуть вести війни, до тих пір вони ні в якому разі не мають права називати себе християнами». Природно про таке вільнодумство священика відразу дізналося церковне керівництво, звинувативши Спиридона в толстовстві. Дійсно, з усіх літературних і суспільних діячів свого часу Спиридон над усе цінував Лева Толстого, проте аж ніяк не його творчість стала причиною пацифістських настроїв Спиридона, а слова Євангелія про сутність християнської любові.
Саме тут Спиридон відчув величезну внутрішньо протиріччя. Християнин в ньому зіткнувся з громадянином. Він раптом заразився загальним народним психозом, «натхненним прагненням до війни». Після конфлікту з церковним керівництвом залишатися в Одесі було проблемно. І Спиридон приймає рішення — самому відправитися на війну. У 1915 році він як польовий проповідник відправляється на Південно-Західний фронт. Військові шпиталі, потім етапний пункт — спочатку Спиридон переймається загальним патріотизмом.
Натхнені талановитими проповідями Спиридона молоді солдати колонами відправляються в бій, проте один з них наївно запитує у пастиря: «Як же я можу йти вбивати після причастя Тіла і Крові Христа?». Ці слова знову повертають Спиридону всі його тривоги. Поступово розгул патріотичного ентузіазму загасає, а війна стає суворою і нещадною господинею становища. Епідемія холери, яка не минула і Спиридона, масова загибель солдатів, що почастішали випадки дезертирства і божевілля… Саме в цей важкий 1915 рік Спиридон Кисляков був заохочений за заслуги перед Батьківщиною, тобто за масову провійськову агітацію солдатів, і зведений в сан архімандрита.

## Сповідь
Через деякий час у долі Спиридона відбувається знакова подія. Під час відвідин однієї з прифронтових частин священик побачив німецький аероплан з чорним хрестом. У той момент, коли з хреста посипалися смертоносні бомби, в голові Спиридона промайнуло: «Сим побідиш». Цей вислів, за переказами, була написана на хресті, що явився імператору Костянтину в знаменні перед однією з його переможних битв, і символізує швидке прийняття Костянтином християнства і подальше зближення церкви з державою. У Спиридона трапився перелом — він, за його словами, раптом остаточно переконався, що сучасна держава є «найлютішим ворогом Христовим», а сучасна церковне життя — суть «суцільна відкрита зрада Христу».
Кілька безсонних ночей провів архімандрит Спиридон, перш ніж зважитися написати сповідь з викладом свого ставлення до війни, державі і церкви, а також з відмовою брати участь у подальшому одурманенні солдатів. Щирий і нехитрий проповідник вже було зважився передати свою гнівну промову одному з вищих органів церковного управління — Священному Синоду, що, швидше за все, призвело б до накладення на нього канонічного покарання. Спиридону пощастило, причому двічі. Спершу його «задушевний київський товариш» (яким, судячи з усього, був професор Київської духовної академії Василь Екземплярський) протягом року переконував архімандрита утриматися від передачі документа Синоду і почекати Помісного собору Російської православної церкви . Потім, за деякими свідченнями, коли місіонер звернувся до Собору, Патріарх Московський Тихон, який симпатизував панотцю Спиридону, нікуди не передав цей документ, і врятував, тим самим, його від канонічних заборон.

## Радянська влада
Більше Спиридон на війну не повертався. У 1917 році в Києві він разом з робітниками-залізничниками заснував братство Найсолодшого Ісуса і почав духовно опікуватися найбільш незаможними киянами. Панотці Анатолій Жураківський та Спиридон проповідували по казармах і робітничих кварталах, всюди зустрічаючи доброзичливе ставлення, а в 1918 році прийшли на допомогу постраждалим після обстрілу більшовиками Києва — збирали одяг, продукти харчування, організували догляд за дітьми.
У Києві панотець Спиридон вперше став частиною інтелектуального гуртка — у нього з'явилися друзі-богослови, з якими він в оточенні учнів вів тривалі бесіди про місію християнства в сучасному світі. Опублікував кілька робіт: у 1917 — в журналі «Християнська думка» — «З баченого і пережитого», потім в 1919, як частина автобіографії, видана «Сповідь священика перед церквою», а в 1920 році — «Цар Християнський». У цій книзі в розширеній формі, у вигляді діалогу викладені думки, які вже фігурували в «Сповіді».
Архімандрит Спиридон став настоятелем церкви Преображення Господнього. Тут він служив літургію з відкритими Царськими вратами — цього почесного права священнослужителю був удостоєний патріархом Тихоном — так парафіяни завжди бачили, що відбувається у вівтарі і не були ізольовані від священика. Крім того, він використовував в богослужінні російську мову, а також ввів у своєму храмі загальну сповідь, коли прихожани сповідуючи свої гріхи каялися привселюдно. Розчарувавшись в «державній» релігійності, Спиридон у всьому намагався наслідувати традиціям Стародавньої церкви.

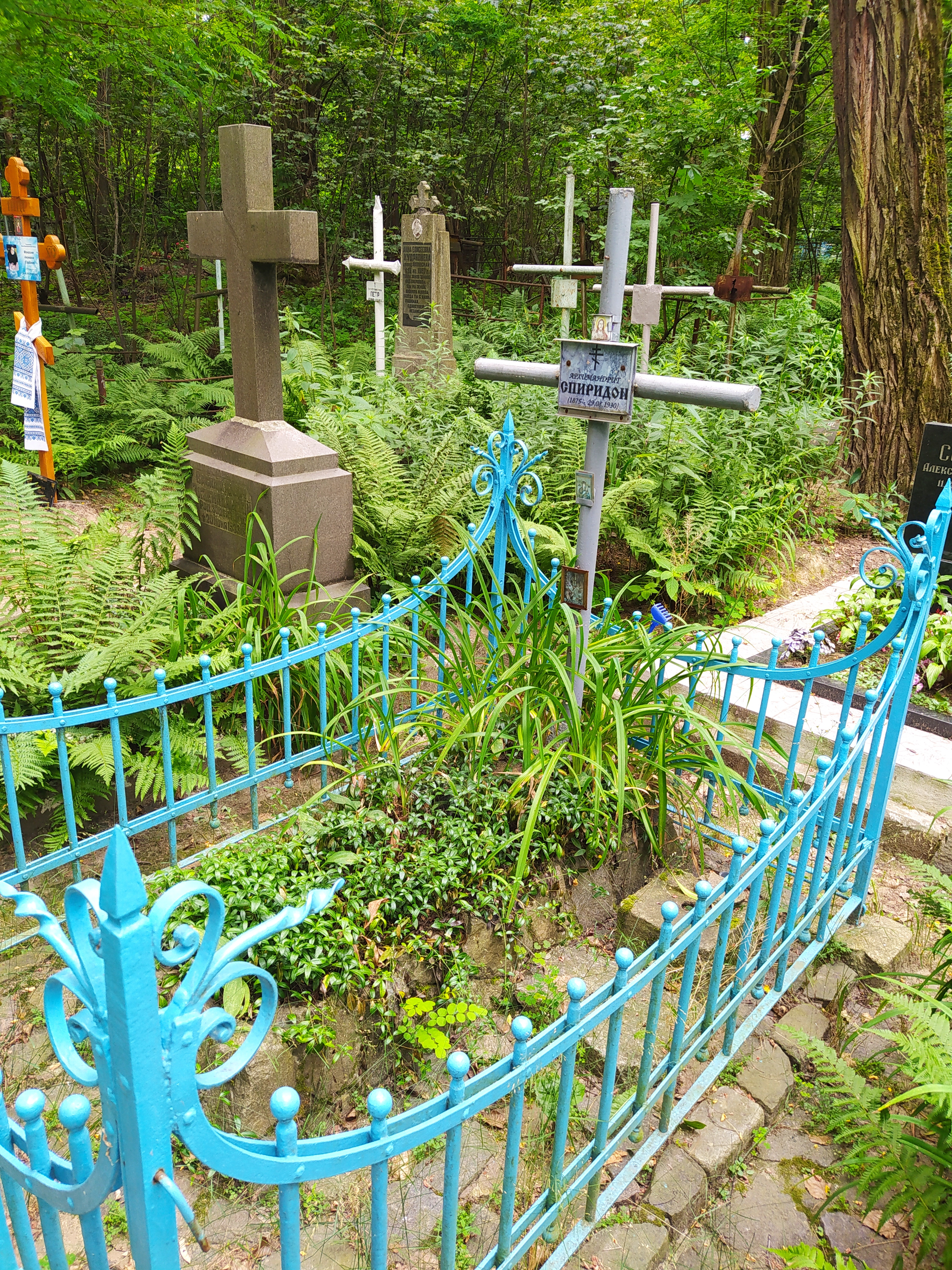
Могила архімандрита Спиридона на Солом'янському кладовищі

Восени 1927 року архімандрит Спиридон активно виступив проти політики митрополита Московського Сергія, який опублікував «Декларацію» про лояльність до радянської влади.
Архімандрит Спиридон помер 11 вересня 1930 року. На похорон його зібралися всі босяки Києва.
Могила знаходиться на Солом'янському кладовищі. Ділянка № 10. Блакитна огорожа, поруч з могилою його товариша Василя Екземплярського. Напис на табличці «Архімандрит Спиридон (1875 — 29.08.1930)».

## Повернення забутого імені
Починаючи з 1990-х років відроджується інтерес до творчості Спиридона Кислякова: записки «З баченого і пережитого» вийшли російською, французькою та німецькою мовами. Кілька разів перевидана його «Сповідь». Останнім часом були знайдені і готуються до публікації рукописи кількох фундаментальних творів архімандрита Спиридона — «Щоденник», «Зі спогадів», «Роздуми над Євангелієм» і «Психологічні типи». Основна частина цих рукописів (якщо не всі) протягом радянських років зберігалися у духовної дочки панотця Спиридона Софії Луківни Лук'янової. Вона була вдовою розстріляного в 1937 році священика-іосифлянина Євгенія Лук'янова, також духовного сина о. Спиридона.
27 квітня 2018 року в КЦ «Покровські ворота» була представлена книга «Сповідь священика перед Церквою», яка після свого виходу в 1919 році не перевидавалася.
Також видавництвом Ексмо були видані видані та інші матеріали зі спадщини панотця Спиридона, а саме: «Я хочу полум'я. Життя і молитва», «Нерчинська каторга. Земне пекло очима проповідника», «Таємний рік. Невідомий щоденник священика».

## Публікації
- «Исповедь священника перед Церковью» (1916) [Архівовано 17 липня 2021 у Wayback Machine.], Киев, 1919.
  - Исповедь священника перед Церковью. — Москва: Эксмо, 2018. — 270, [1] с. : портр.; 21 см. — (Религия. Война за Бога).; ISBN 978-5-04-091455-5 : 3000 экз.
- «Из виденного и пережитого» [Архівовано 17 липня 2021 у Wayback Machine.] // «Христианская мысль», 1917.
  - Из виденного и пережитого: записки миссионера. — [М.]: Образ, 2004 (ОАО Тульская тип.). — 95, [1] с.; 20 см.
  - Из виденного и пережитого: воспоминания проповедника-миссионера. — Москва: Новоспасский монастырь, 2008. — 222, [1] с., [1] л. портр.; 17 см; ISBN 978-5-87389-047-7
- «Царь Христианский», Киев, 1920.
- Я хочу пламени. Жизнь и молитва. М. Эксмо, 2018. ISBN 978-5-04-096371-3. — 296 с.